# Irmgard von Chiemsee

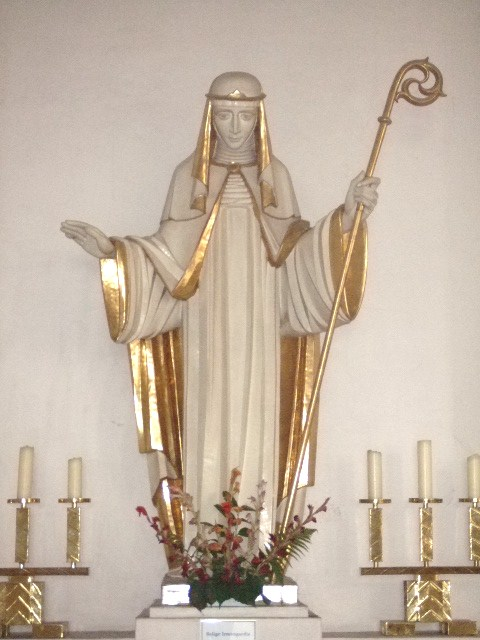
Statue der Irmgard in der Stiftskirche Buchau

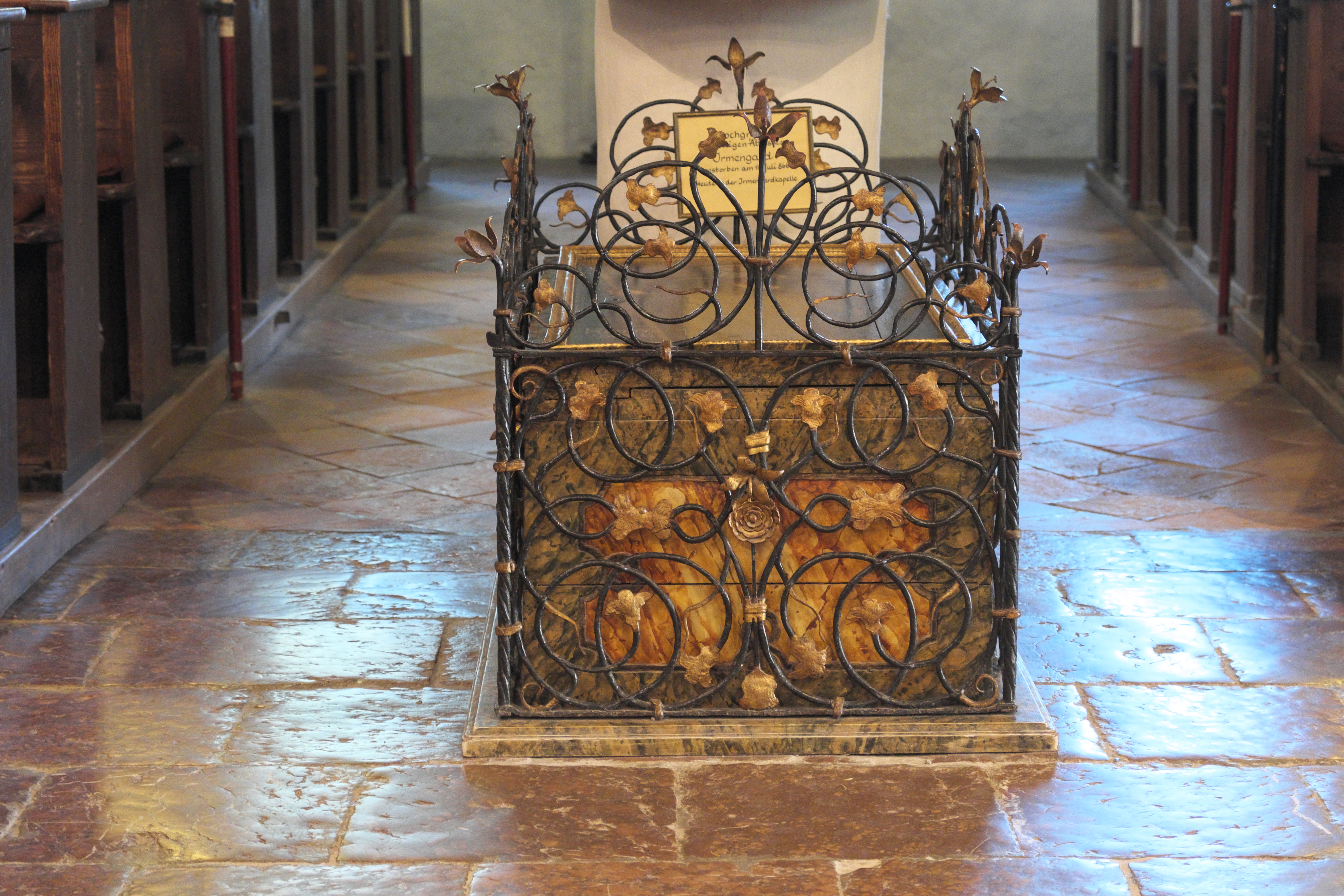
Tumba Irmgards in der Abteikirche Mariä Opferung des Klosters Frauenchiemsee

Irmgard bzw. Irmengard von Chiemsee, auch Irmgard von Buchau, Irmingard oder Ermengard (* zwischen 831 und 833 in Regensburg; † 16. Juli 866 in Frauenchiemsee) war eine Tochter König Ludwigs des Deutschen und dessen Frau, der Welfenfürstin Hemma und damit eine Urenkelin Karls des Großen.

## Leben
Der Beiname „von Buchau“ rührt daher, dass ihr Vater ihr das Benediktinerkloster Buchau auf der Insel Buchau im Federsee in Württemberg als Pfründe zu eigen gab. Dort war sie bereits gemeinsam mit ihren drei Schwestern erzogen worden und vermutlich auch als Nonne eingetreten. Ob sie bereits in Buchau Äbtissin gewesen ist, scheint dagegen zweifelhaft.
Vor 857 wechselte sie in das Benediktinerinnenkloster Frauenchiemsee (auch: Frauenwörth), wohl bereits in der Funktion als Äbtissin. Ihre Aufgabe war es, das von Tassilo III. gegründete, inzwischen aber verwahrloste und halb verfallene Kloster wiederauf- und auszubauen. Dies brachte ihr den Ruf ein, die „zweite Stifterin“ des Klosters zu sein.

## Verehrung
Bereits die Tatsache, dass ihre Gebeine unter dem südwestlichen Pfeiler des Münsters Mariä Opferung in einem Marmorsarg bestattet wurden, deutet auf ihre Verehrung hin.

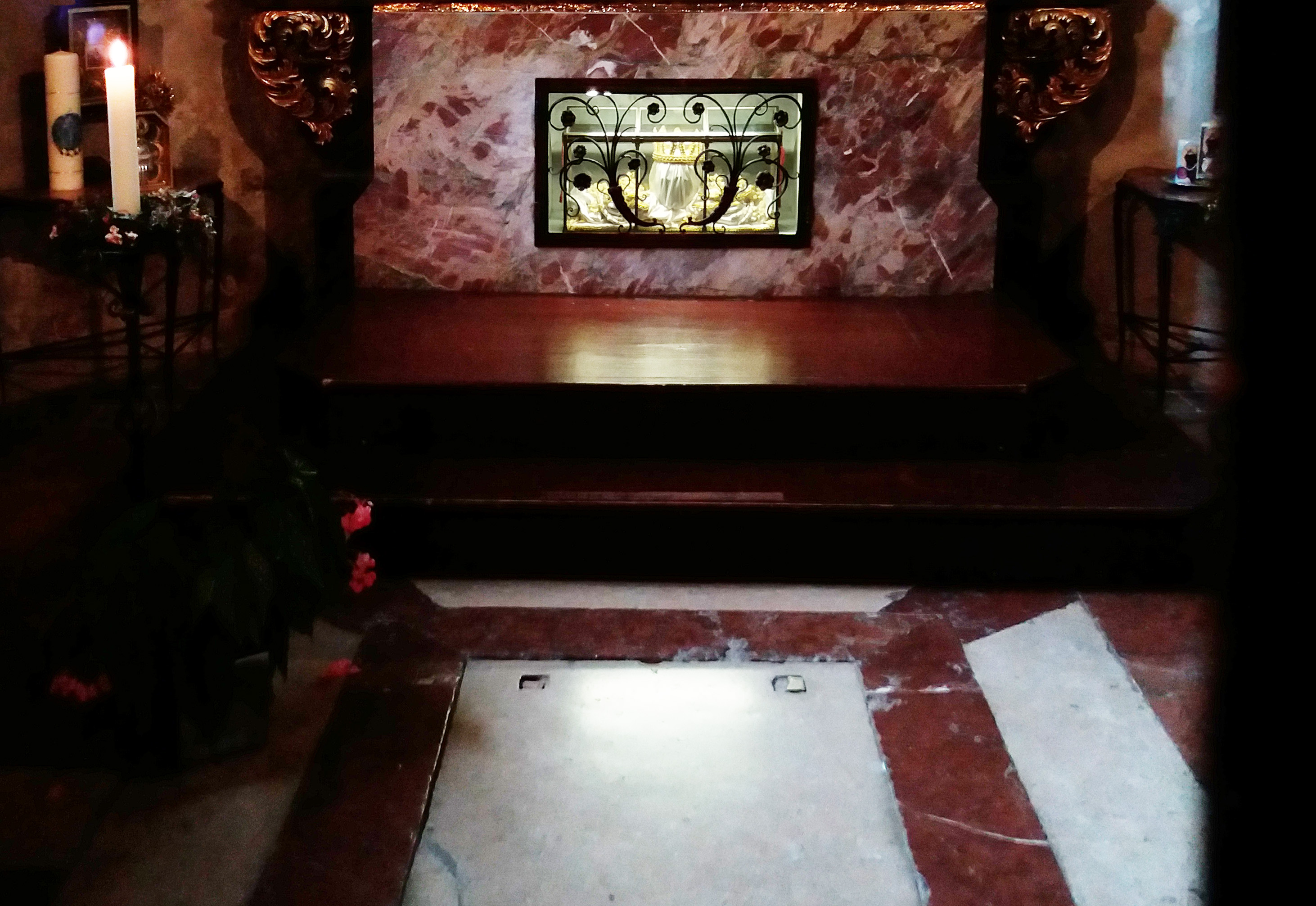
Haupt der Seligen Irmgard von Chiemsee, Irmgardkapelle

Für das frühe 11. Jahrhundert ist die Verehrung Irmengards auch anderweitig bezeugt. Eine zu dieser Zeit gefertigte Grabplatte berichtet bildlich von ihrer Verehrung als Selige bzw. Heilige. Ein aus der gleichen Zeit stammendes Bleitäfelchen ist folgendermaßen beschriftet:

„Hier ruht Irmingard, die Tochter Ludwigs, des erhabenen Königs, die über die Maßen selige Jungfrau. … gesehen zur Zeit der Äbtissin Tuta. Vormals hatte sie (dem Kloster) viele Jahre vorgestanden.“

An gleicher Stelle ist auch das genaue Todesdatum belegt: „Am 16. Juli legte sie den irdischen Leib ab.“ Dieses Täfelchen hat man gefunden, als am 17. Oktober 1631 ihre Gebeine aus ihrem ursprünglichen Grab erhoben wurden. Überraschend hat man dabei festgestellt, dass der Kopf vom ansonsten unversehrten Skelett fehlte. Dieser war nach der ersten Öffnung um 1004/1010 durch Abt Gerhard von Seeon, der diese Öffnung veranlasst hatte, nach Seeon gebracht worden. Dort war es aber bis ins 17. Jahrhundert zu keiner öffentlichen Verehrung gekommen, so dass der Vorgang sowohl in Frauenwörth als auch in Seeon in Vergessenheit geraten war.
Als 1922 Kardinal Faulhaber den Seligsprechungsprozess einleitete, wurde das Grab zum dritten Mal geöffnet und gleichzeitig die Kopfreliquie aus Seeon nach Frauenwörth zurückgebracht. Zu diesem Zeitpunkt konnte aber die Zusammengehörigkeit wissenschaftlich noch nicht nachgewiesen werden.
Erst am 27. April 2003 konnten in einer feierlichen Zeremonie die Gebeine und der Schädel der Seligen Irmengard in einem gläsernen Schrein in der Klosterkirche Frauenwörth zusammengeführt werden. Voraus ging eine wissenschaftliche Untersuchung mittels DNA-Analyse über die Zugehörigkeit der Gebeine in Frauenwörth zur Schädel-Reliquie im nahegelegenen Kloster Seeon. Diese Untersuchung hatte ein positives Ergebnis erbracht.
Die Irmengard-Verehrung wurde erst 1928 durch Pius XI. offiziell anerkannt, am 17. Juli 1929 folgte die Seligsprechung.

## Gedenktag
Ihr Gedenktag ist der 16. Juli, in Frauenwörth selbst wird der Irmengardstag am Sonntag vor oder nach dem 16. Juli gefeiert. Sie ist im Regionalkalender Rottenburg und im Regionalkalender von München und Freising sowie im Regionalkalender der Erzdiözese Salzburg besonders hervorgehoben. Ab der Seligsprechung bis zur Kalenderreform war der liturgische Gedenktag auf den 17. Juli verschoben, da am 16. Juli der Gedenktag "Unserer lieben Frau vom Berge Karmel" einen höheren liturgischen Rang hatte.

## Darstellung in der Kunst

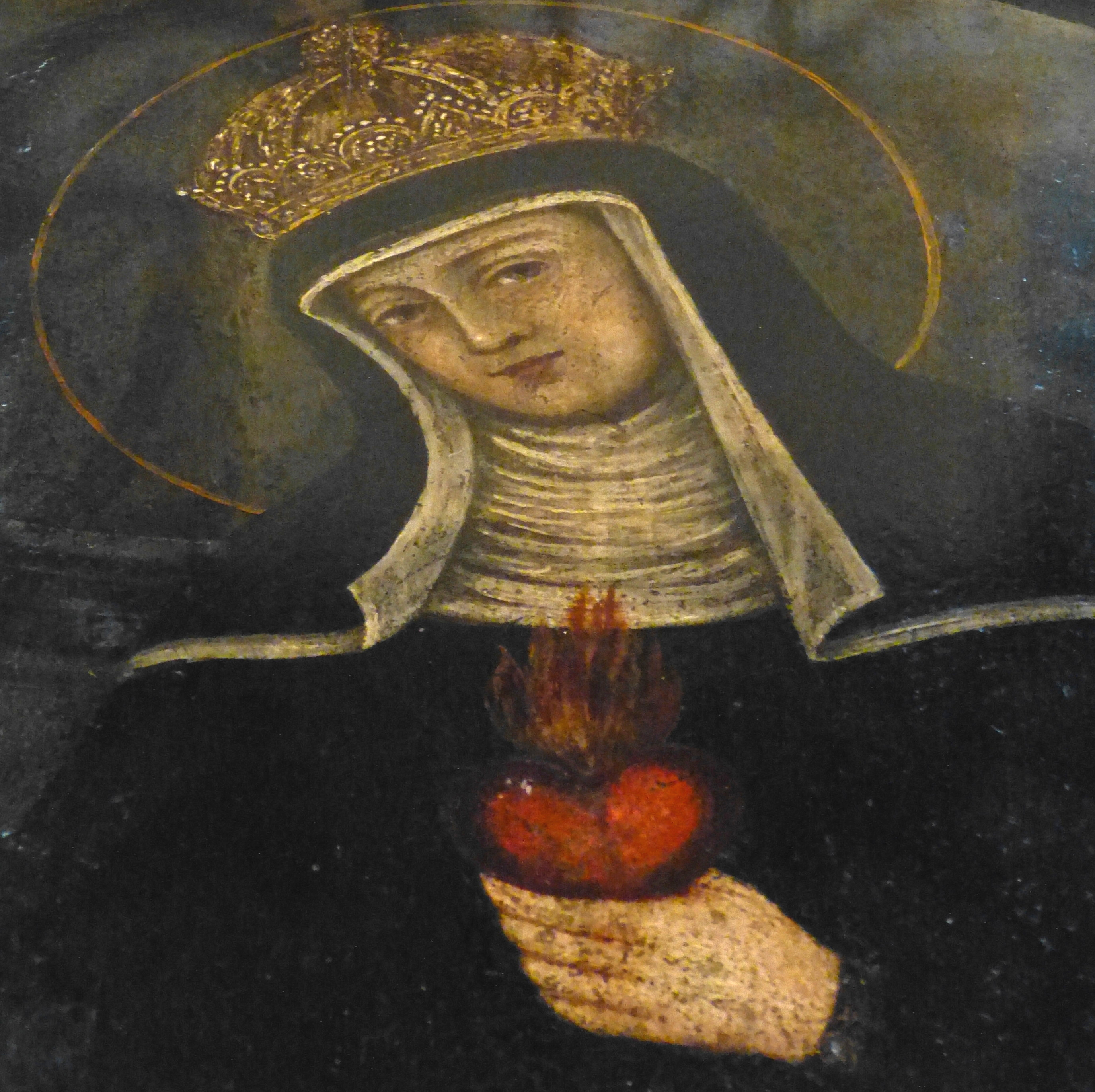
Selige Irmgard (1641) auf ihrem Grab im Münster Frauenchiemsee

In der Kunst wird sie im Habit der Benediktinerinnen, gekrönt mit Regelbuch und Abtstab oder auch mit dem Herz in der Hand dargestellt. Auch eine Glocke sowie der Campanile der Fraueninsel gehören zu ihren Attributen.